# From the Shadows
From the Shadows est un film muet américain réalisé par Thomas H. Ince et sorti en 1913.

## Fiche technique
- Réalisation : Thomas H. Ince
- Date de sortie : États-Unis : 18 juin 1913

## Distribution
- Ann Little
- Richard Stanton